# Hispa nigrina
Hispa nigrina es una especie de insecto coleóptero de la familia Chrysomelidae, descrita en 1868 por Dohrn Tennent.